# Lighttpd
lighttpd (někdy také „lighty“) je webový server, který byl vytvořen s cílem vytvořit bezpečný, rychlý, se standardy kompatibilní a flexibilní server optimalizovaný pro kritická místa.

## O programu
Lighttpd je paměťově velmi málo náročný (v porovnání s jinými webovými servery), nezatěžující procesor a v rychlosti dodávání výsledků vhodný pro servery, které často trpí přetížením. Lighttpd je svobodný software (open-source) a je šířen pod licencí BSD. Jeho provoz je možný v operačních systémech Linux/UNIX a ve Windows (pomocí Cygwin). Pod Windows ho lze také spravovat pomocí programu Lighty Tray.

## Funkce
- Podpora FastCGI, SCGI a HTTP-proxy
- Efektivnější režimy při vytížení
- Podpora dynamických adres (mod_rewrite)
- SSL a TLS zabezpečení, pomocí OpenSSL
- Ověřování na LDAP serveru
- Flexibilní virtuální servery
- Podpora modulů

### Podpora aplikací
Lighttpd pomocí FastCGI, SCGI a CGI zprovozňuje jakékoliv programovací jazyky. Samozřejmá je podpora např. PHP, Pythonu, Ruby on Rails, Lua.

## Použití
Lighttpd používají některé z nejznámějších internetových stránek (YouTube, Wikipedie a Meebo), protože díky jeho optimalizaci je méně náročné obsluhovat velké projekty.
Wikimedia Lighttpd používá pro některé své služby stejně jako SourceForge. Tři z nejznámějších torrent trackerů, The Pirate Bay, Mininova a isoHunt, kteří mají 1000 požadavků za sekundu, také používají Lighttpd.